# 余金
余金（1430年—1489年），字貢之，四川成都府內江縣人，醫籍，治《詩經》，年三十七歲中式成化二年丙戌科第三甲第一百三十一名進士。十二月十六日生，行一，曾祖余朝卿；祖余道昇；父余綱；母吳氏。具慶下，妻洪氏，弟玉（貢士）；山；泉；琳；玠；瑄。由國子生中式四川鄉試第五十六名舉人，會試中式第二百五十二名。

## 生平
成化六年，授長洲縣知縣，在任期間治理嚴政廉明。成化十年，召為監察御史。